# Peter Van Petegem
Peter Van Petegem (Brakel, 18 gennaio 1970) è un ex ciclista su strada belga.
Professionista dal 1992 al 2007, ha vinto il Giro delle Fiandre nel 1999 e 2003, la Parigi-Roubaix nel 2003, la Omloop Het Volk nel 1997, nel 1998 e nel 2002.

## Carriera
Passato professionista nel 1992, ottenne successi principalmente nelle grandi classiche del Nord: fra le 33 vittorie che compongono il suo palmarès, si contano infatti due edizioni del Giro delle Fiandre, nel 1999 e 2003, e una della Parigi-Roubaix, sempre nel 2003. Vinse anche un Grote Scheldeprijs, nel 1994, tre edizioni della Omloop Het Volk, nel 1997, 1998 e 2002, una E3 Prijs Vlaanderen, nel 1999, due Grand Prix d'Isbergues, nel 2000 e 2001, e una Kuurne-Bruxelles-Kuurne, nel 2001, oltre a due edizioni della Driedaagse van De Panne a tappe. Fu anche due volte terzo al Giro delle Fiandre (2002, 2005) e secondo alla Parigi-Roubaix 2000. I suoi risultati in queste gare furono dovuti allo spunto veloce, unito ad una buona resistenza nelle corse di oltre 200 km oltre che alle sue doti di finisseur.
Nel 1998 si piazzò secondo nella prova in linea dei mondiali su strada di Valkenburg alle spalle di Oscar Camenzind e davanti a Michele Bartoli. Fu inoltre terzo ai mondiali 2003 a Hamilton, battuto dagli spagnoli Igor Astarloa e Alejandro Valverde.
Il giorno 11 settembre 2007 ha annunciato il suo ritiro dall'attività agonistica.

## Palmarès

### Strada
- 1987 (Juniores)

Buvrinnes
- 1989 (Dilettanti)

Sint-Joris-Weert (con Rudy Ponsaerts)
- 1991 (Dilettanti)

Internationale Wielertrofee Jong Maar Moedig
Campionati belgi, Prova in linea Elite senza contratto
Lede
7ª tappa, 2ª semitappa Tour du Hainaut (Mouscron > Mouscron)
- 1994 (Trident, una vittoria)

Grote Scheldeprijs
- 1996 (TVM, due vittorie)

Trofeo Luis Puig
2ª tappa Post Danmark Rundt (Aalborg > Aarhus)
- 1997 (TVM, due vittorie)

Trofeo Alcúdia
Omloop Het Volk
- 1998 (TVM, una vittoria)

Omloop Het Volk
- 1999 (TVM, tre vittorie)

E3 Prijs Vlaanderen
Classifica generale Driedaagse van De Panne
Giro delle Fiandre
- 2000 (TVM, una vittoria)

Grand Prix d'Isbergues
- 2001 (Mercury, tre vittorie)

Kuurne-Bruxelles-Kuurne
2ª tappa Parigi-Nizza (Clermont-Ferrand > Saint-Étienne)
Grand Prix d'Isbergues
- 2002 (Lotto, quattro vittorie)

Omloop Het Volk
3ª tappa Driedaagse De Panne (De Panne > De Panne, cronometro)
Classifica generale Driedaagse De Panne
5ª tappa Tour de Wallonie (Soignies > Flobecq)
- 2003 (Lotto - Domo, due vittorie)

Giro delle Fiandre
Parigi-Roubaix

#### Altri successi
- 1995 (TVM)

De Kustpijl
Knokke-Heist-Aan Zee  (Criterium)
- 1996 (TVM)

Buggenhout (Criterium)
- 1997 (TVM)

Kampioenschap van Vlaanderen
Geraardsbergen (Criterium)
Gran Premio Marcel Kint
- 1998 (TVM)

Ninove (Kermesse)
Boom (Derny)
Zel (Kermesse)
- 1999 (TVM)

Gouden Pijl
- 2000 (TVM)

Heusden O-Vlaanderen (Criterium)
Amsterdam Rai Derny Race (Derny)
Merelbeke (Criterium)
- 2002 (Lotto)

Gullegem Koerse (Kermesse)
Omloop van het Meetjesland (Kermesse)
Mandel-Leie-Schelde (Derny)
- 2003 (Lotto - Domo)

Ronde van Made (Criterium)
Bavikhove (Criterium)
Amstel Curaçao Race (Kermesse)
Classifica generale Kristallen Fiets
- 2007 (Quick Step)

Wilrijk (Derny)
Gravenwezel (Derny)

### Pista
- 1998

Campionati belgi, Omnium

## Piazzamenti

### Grandi Giri
- Giro d'Italia

1995: ritirato (15ª tappa)
- Tour de France

1996: 116º
1997: 102º
1998: ritirato (15ª tappa)
- Vuelta a España

1995: 104º
1998: ritirato (20ª tappa)
1999: ritirato (8ª tappa)

### Classiche monumento
- Milano-Sanremo

1995: 118º
1996: 31º
1997: 14º
1998: 7º
1999: 7º
2000: 30º
2001: 13º
2002: 15º
2004: 10º
- Giro delle Fiandre

1993: 97º
1994: 17º
1996: 10º
1997: 9º
1998: 5º
1999: vincitore
2000: 8º
2001: ritirato
2002: 3º
2003: vincitore
2004: 16º
2005: 3º
2006: 4º
2007: 59º
- Parigi-Roubaix

1993: 49º
1995: 53º
1996: 35º
1997: 28º
1998: 17º
1999: 25º
2000: 2º
2001: 24º
2002: ritirato
2003: vincitore
2004: 6º
2005: ritirato
2006: squalificato
2007: 23º
- Liegi-Bastogne-Liegi

1998: 29º
1999: ritirato
2000: 91º
2001: 13º
2002: 7º
2003: ritirato
2004: 25º
- Giro di Lombardia

1999: ritirato

### Competizioni mondiali
- Campionati del mondo

Odense 1988 - In linea Elite: 96°
Lugano 1996 - In linea Elite: ritirato
San Sebastián 1997 - In linea Elite: 37º
Valkenburg 1998 - In linea Elite: 2º
Verona 1999 - In linea Elite: ritirato
Plouay 2000 - In linea Elite: 50º
Lisbona 2001 - In linea Elite: ritirato
Zolder 2002 - In linea Elite: 18º
Hamilton 2003 - In linea Elite: 3º
Verona 2004 - In linea Elite: 29º
Madrid 2005 - In linea Elite: 33º
- Giochi olimpici

Sydney 2000 - In linea: 79º
Atene 2004 - In linea: 40º
Atene 2004 - Cronometro: 18º

## Riconoscimenti
- Sprint d'Or nel 2003
- Kristallen Fiets nel 2003